# Kardynałowie z nominacji Marcina IV
Papież Marcin IV (1281–1285) mianował siedmiu nowych kardynałów na jednym konsystorzu 12 kwietnia 1281.

## Konsystorz 12 kwietnia 1281
1. Bernard de Languissel, arcybiskup Arles – kardynał biskup Porto e S. Rufina, zm. 19 września 1290
2. Hugh of Evesham, osobisty lekarz papieża – kardynał prezbiter S. Lorenzo in Lucina, zm. 27 lipca 1287
3. Jean Cholet – kardynał prezbiter S. Cecilia, zm. 2 sierpnia 1292
4. Gervais Jeancolet de Clinchamp, archidiakon kapituły w Paryżu – kardynał prezbiter Ss. Silvestro e Martino, zm. we wrześniu 1287
5. Conte de Casate, kanonik kapituły w Mediolanie – kardynał prezbiter Ss. Marcellino e Pietro, zm. w kwietniu 1288
6. Geoffroy de Bar, dziekan kapituły w Paryżu – kardynał prezbiter S. Susanna, zm. 19 września 1287
7. Benedetto Caetani – kardynał diakon S. Nicola in Carcere, następnie kardynał prezbiter Ss. Silvestro e Martino (22 września 1291) i papież Bonifacy VIII (24 grudnia 1294), zm. 11 października 1303